# Selfkant (Landschaft)

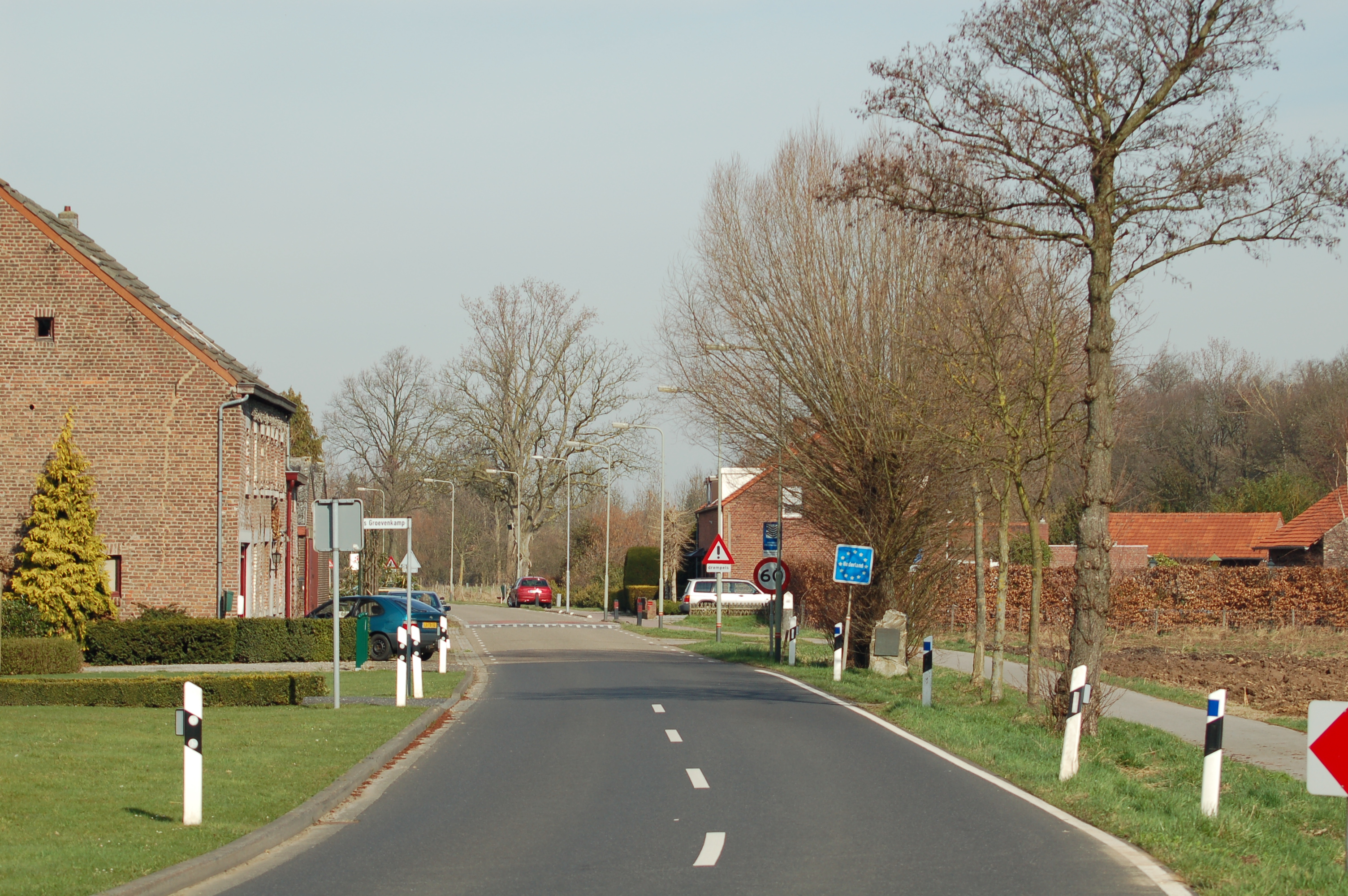
Der westlichste Punkt Deutschlands gehört zur Landschaft Selfkant

Der Selfkant (niederländisch Zelfkant) ist eine im äußersten Westen Deutschlands gelegene Landschaft. Sie gehört vollständig zum nordrhein-westfälischen Kreis Heinsberg und ist Teil der Großlandschaft Niederrheinisches Tiefland. Im Selfkant leben in den Gemeinden Gangelt, Waldfeucht und Selfkant rund 30.000 Menschen.

## Lage und Ausdehnung, Namensherkunft
Koordinaten: 51° 1′ 56″ N, 5° 57′ 39″ O
In der Geografie wird mit dem Selfkant eine naturräumliche Haupteinheit (570) bezeichnet, die etwa deckungsgleich mit demjenigen Teil des Kreises Heinsberg ist, der von der Landesgrenze zu den Niederlanden und den jeweils rechten Talseiten der Flüsse Wurm und Rur umschlossen ist. Nordwestlich von Selfkant-Isenbruch befindet sich der westlichste Punkt des Selfkants, der zugleich der westlichste Punkt Deutschlands und mit 6,5 km Luftlinie die maasnächste Stelle der Landschaft ist. Die Landschaft Selfkant ist somit flächenmäßig größtenteils deckungsgleich mit dem einen Rechtsvorgänger des heutigen Kreises Heinsbergs, der ab dem 8. Januar 1951 den Namen Selfkantkreis Geilenkirchen-Heinsberg trug. Allerdings ist zu beachten, dass sich die Landschaft Selfkant über die Landesgrenze hinaus auf Teile der angrenzenden niederländischen Provinz Limburg erstreckt.
Davon zum Teil abweichend (enger) ist das außergeografische Verständnis, welche Ortslagen zur Landschaft „Selfkant“ gehören. Auf jeden Fall aber wird das Gebiet der heutigen politischen Gemeinde Selfkant als zur Landschaft zugehörig angesehen.
Der Name Selfkant ist nicht aus der Zipfellage im Westen Deutschlands zu erklären, sondern aus dem alten Begriff „Safelkant“, der das Gebiet um den heutigen Saeffeler Bach bezeichnete.

## Landschaftsstruktur

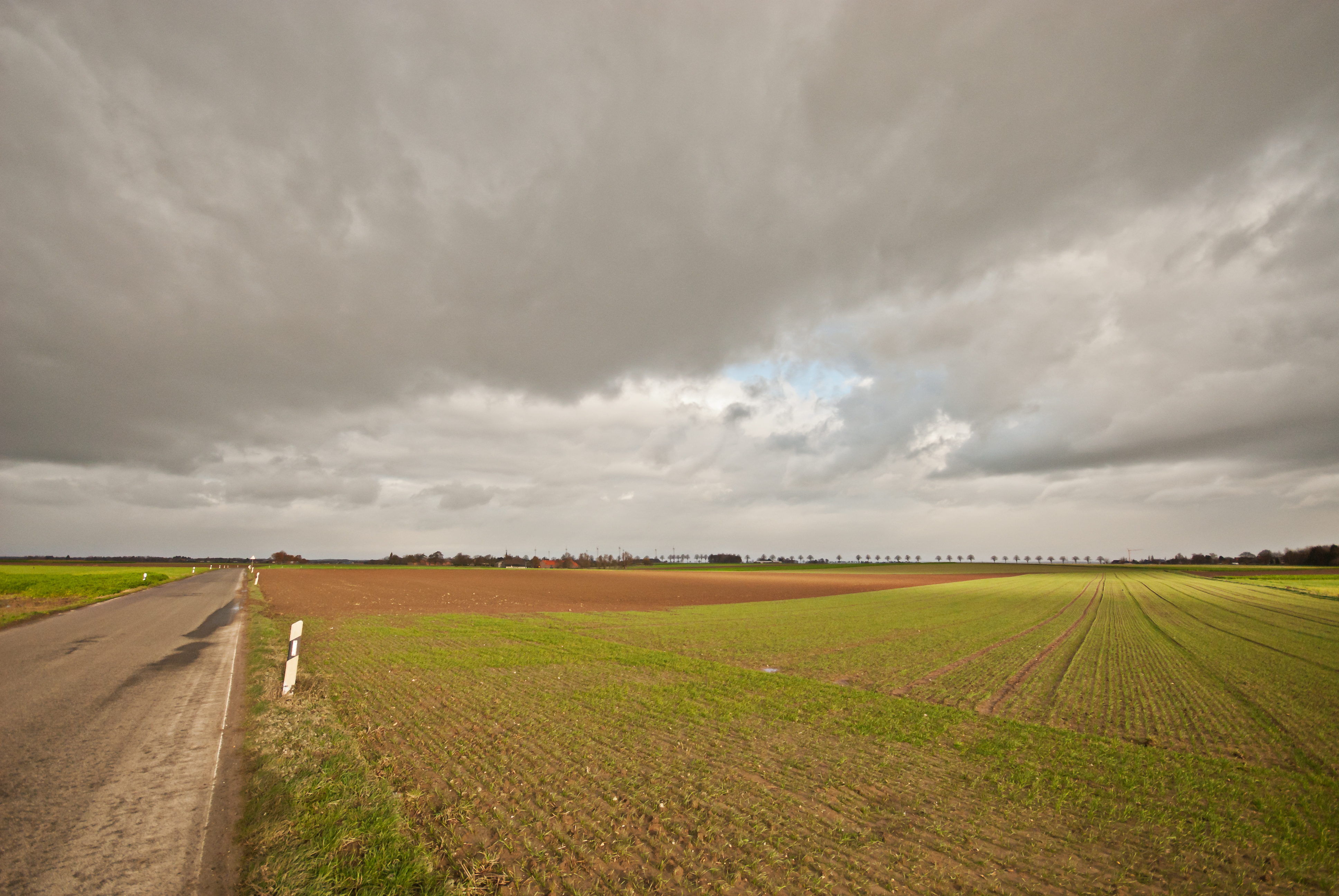
Typische waldlose und baumarme, nur schwach profilierte Ackerflur der Geilenkirchener Lehmplatte, hier zwischen Selsten und Schierwaldenrath

Der Selfkant ist eine von der letzten Kaltzeit und dem Holozän geprägte Landschaft und topografisch als Teil der Niederrhein-Maasebene anzusehen. Sie war in der letzten Eiszeit eisfrei. Der größere Teil des Selfkantes wird von fruchtbaren Lehmen bedeckt.
Die zumeist flachwellige Landschaft entwässert im Einzugsgebiet von Saeffel- und Rodebach in westlicher Richtung in die nahe gelegene Maas; im Übrigen über Wurm und Rur in nördlicher Richtung ebenfalls in die Maas.
Zentrales Unterelement der Landschaft Selfkant ist die sanft nach Norden geneigte, auf einer Höhe von 110 bis 55 m gelegene Hauptterrassenebene der Geilenkirchener Lehmplatte. Sie zeichnet sich in ackerbaulicher Hinsicht durch eine rund zwei Meter starke Decklehmschicht über den Terrassenschottern aus, die einen mäßig verarmten Braunerdeboden mittleren Nährstoffgehaltes bildet und damit trotz Verdichtungs- und Versauerungsgefahr einen durchaus guten mittelschweren Ackerboden darstellt. Folgegemäß ist die Geilenkirchener Lehmplatte, ursprünglich mit einem bodensauren Eichen-Hainbuchwald bestanden, mit Ausnahme eines Staunässe zeigenden Teiles südöstlich von Waldenrath (Hahnbusch), waldfrei. Die Geilenkirchener Lehmplatte ist arm an Fließgewässern. Diese treten nur dort auf, wo infolge Zertalung der ursprüngliche Grundwasserstand in zehn bis zwölf Metern Tiefe erreicht wurde. Typische Besiedelungsform der Geilenkirchener Lehmplatte sind die ihren Tälern mit grünlandbegünstigenden Aueböden folgenden langgezogenen Straßendörfer.

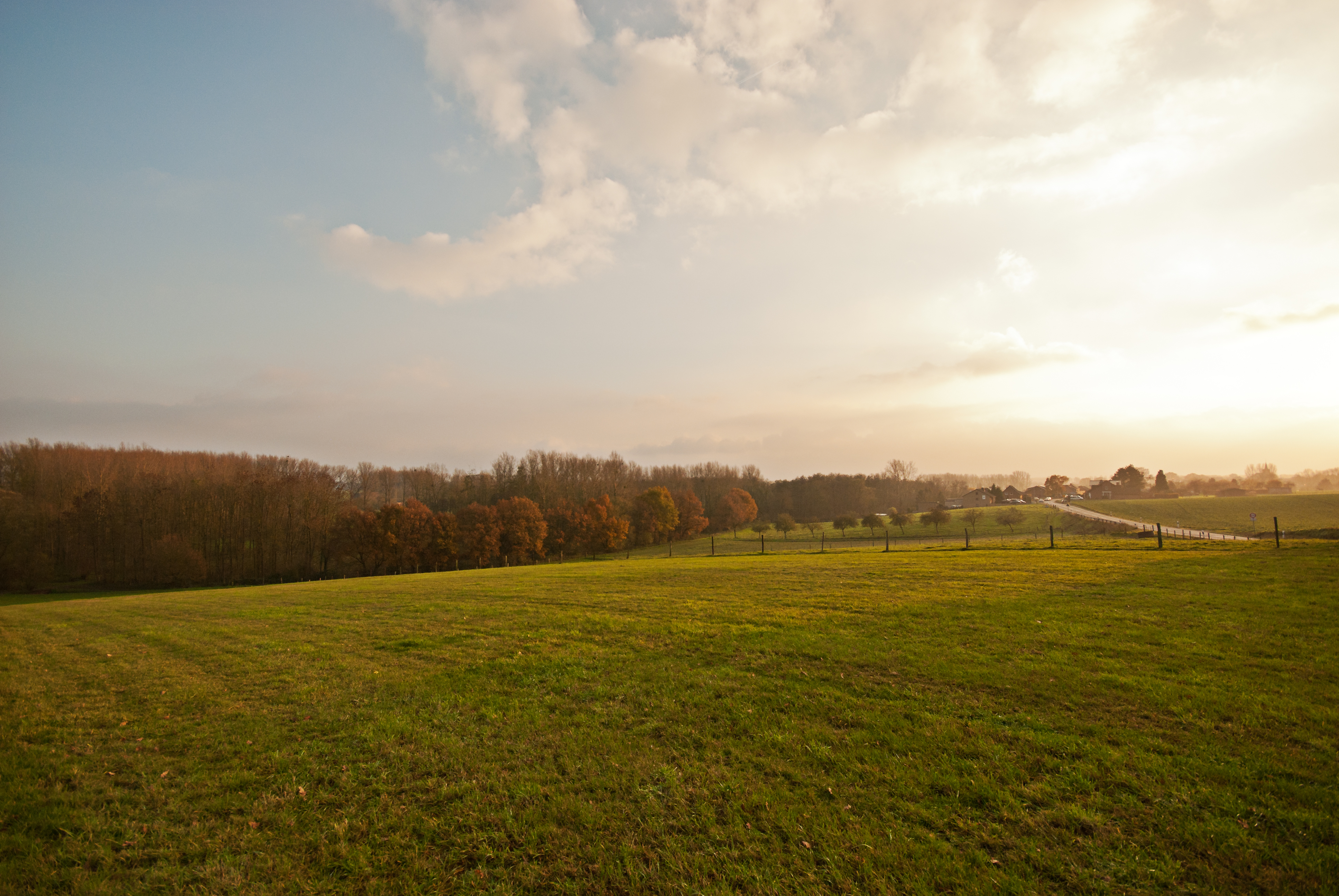
Abfall von der Hauptterrassenfläche der Geilenkirchener Lehmplatte in die Wurmniederung bei Geilenkirchen-Nirm. An den Bäumen gut abzuschätzen ist der Höhenunterschied von rund 15 bis 20 m zwischen Hauptterrasse und Wurmtal.

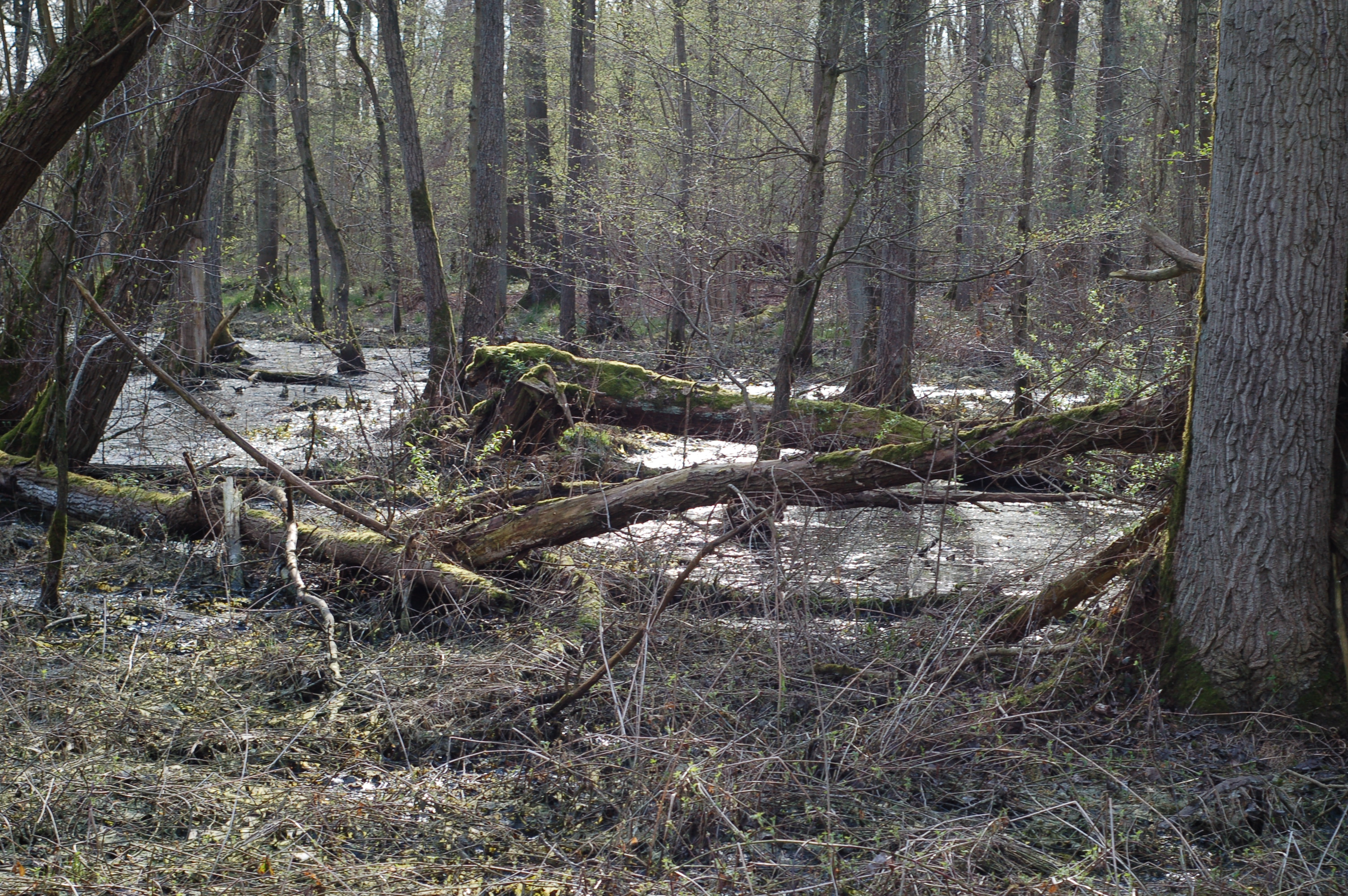
Von der ursprünglichen Auen- und Bruchlandschaft der Heinsberger Ruraue finden sich nur noch geringe Reste, hier bei Waldfeucht-Haaren.

Um die Geilenkirchener Lehmplatte herum gruppieren sich als Abgrenzung zu den umliegenden landschaftlichen Haupteinheiten entgegen dem Uhrzeigersinn im Wesentlichen:
a) Östlich die nur 500 bis 1000 m breite und rund 15 bis 20 m tiefer als die Lehmplatte liegende Wurmniederung.

b) In nördlicher Richtung die ebenfalls 15 bis 20 m tiefer liegende, aber im Vergleich zur Wurmniederung wesentlich breitere (vier bis zehn km) Untere Rurebene. 

c) In westlicher Richtung in Nähe der Landesgrenze eine etwa 12 m hohe Geländestufe, die den Übergang zur Haverter Mittelterrassenfläche bildet.

d) In südlicher Richtung die Rodebachniederung und anschließend Teverener-Gangelter Bruch und Heide.
Die Heinsberger Ruraue ist, mit Ausnahme einiger größerer flacher und rund zwei Meter höher liegenden Schwemminseln geprägt durch hohen Grundwasserstand und stark tonige, kalkarme Lehme oder reine Tone von ein bis eineinhalb Metern Mächtigkeit über jungem Rurschotter. Trotz der (vor neuzeitlicher Melioration) sumpfigen und vernäßten Böden haben sich jedoch keine nennenswerten Flachmoore ausbilden können.
Das Gangelter Bruch war vor Melioration ein typischer atlantisch ausgeprägter Moor- und Bruchwald. Südlich des Rodebaches finden sich umfangreiche Flugsandauflagerungen mit recht armen Podsolböden und vereinzelten (früheren) Binnendünen. Der Flugsand der Teverener Heide stammt aus dem nahegelegenen Maastal. Er war ursprünglich Standort eines Eichen-Birkenwaldes, dann aufgrund menschlicher Nutzung degradiert zu einer atlantischen Zwergstrauchheide, die um die Mitte des 20. Jahrhunderts weitgehend einer Aufforstung mit Kiefern und dem Bau des militärischen Flughafens Teveren weichen musste.

## Klima
Das Klima des Selfkants zeichnet sich durch eine klimatische Gunstlage aus, welche auf Grund der sehr westlichen Lage und der damit verbundenen atlantischen Ausprägung etwas schwächer ist als in der nahen Niederrheinischen Bucht. Phänologisch setzt insbesondere der Frühling etwas später als in der Niederrheinischen Bucht ein. Die Winter sind recht schneearm mit 12 bis 15 Schneedeckentagen und Schneehöhen im Mittel um 8 cm. Über das Jahr fallen um 650 bis 700 mm Niederschlag.

## Geschichte

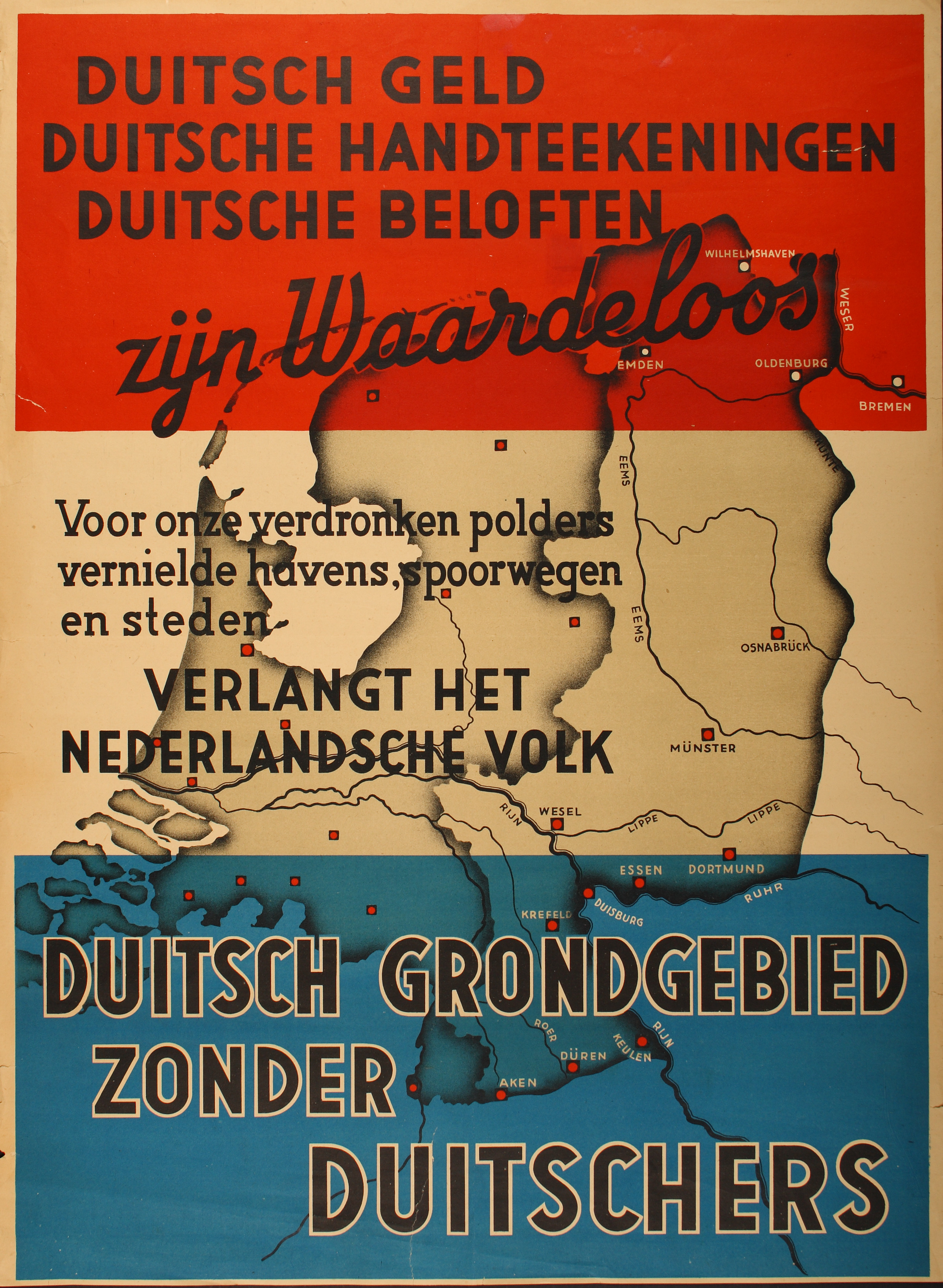
"Deutsches Geld, deutsche Unterschriften, deutsche Versprechen sind wertlos. Für unsere abgesoffenen Polder, zerstörten Häfen, Eisenbahnen und Städte verlangt das Niederländische Volk deutsches Territorium ohne Deutsche." Die Schreibung "Duitsch" ist veraltet und schriebe sich heute "Duits".

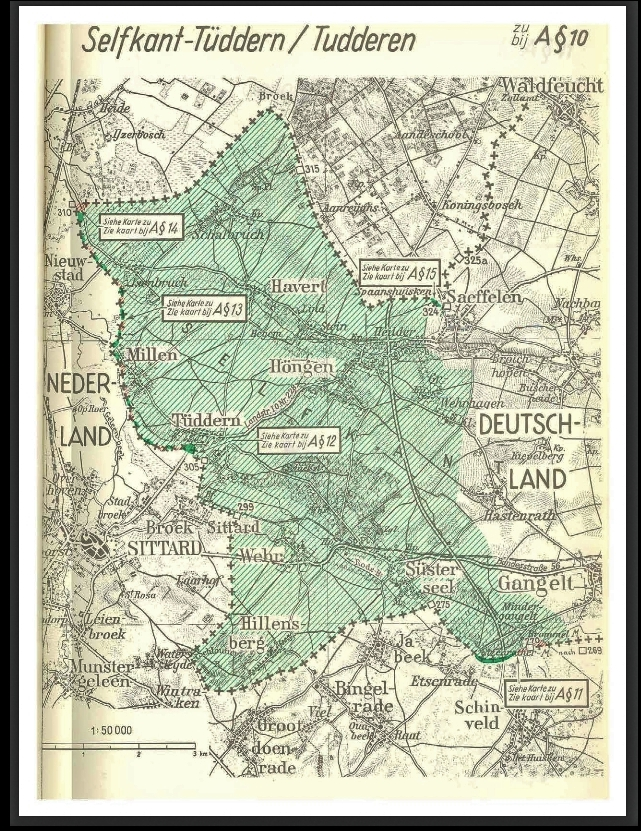
Niederländischer Selfkant 1948–1963

Die wichtigste Herrschaft des Selfkants im Mittelalter war zunächst Millen, der Sitz des Geschlechts der Herren von Millen, das im Jahre 1282 in die Herrschaft Heinsberg eingegliedert wurde. Schließlich erwarb im Jahre 1499 der Herzog von Jülich die Herrschaft Heinsberg und Millen wurde zum Sitz eines Jülichschen Amtmannes. Die Orte Tüddern, Wehr, Süsterseel und Hillensberg gehörten zum Amt Born und ab 1709 zum Amt Sittard.
Von 1794 bis 1815 gehörte der Selfkant während der Koalitionskriege zum französischen Kanton Sittard. Nach dem Wiener Kongress 1815 kamen die Gemeinden zur preußischen Rheinprovinz. Zu dieser Zeit wurde die Grenze zum benachbarten Königreich der Niederlande festgelegt und blieb bis kurz nach dem Zweiten Weltkrieg bestehen. 
In den zugehörigen Gemeinden, die zu den ersten besetzten deutschen Gebieten gehörten, stand der Frontverlauf von September 1944 bis zum Januar 1945 still. Deshalb wurde die Bevölkerung aus den Gemeinden Gangelt und Selfkant  in das Internierungslager Kamp Vught evakuiert, da man deutsche Kollaborateure fürchtete. Diese Maßnahme war wohl einmalig im Verlauf der Besetzung Deutschlands und wurde aufgrund negativer Erfahrungen nicht wiederholt. Die Bevölkerung wurde bis Ende Mai 1945 im Lager festgehalten. 
Die Niederlande forderten nach dem Zweiten Weltkrieg eine Entschädigung für die Kriegsschäden. So gab es Forderungen nach Annexion deutscher Gebiete und dabei die Umsiedelung der deutschen Bevölkerung. Der besetzte Selfkant diente u. a. als Faustpfand. Hierzu wurden am 23. April 1949 sechs Gemeinden des Selfkants (Havert, Höngen, Millen, Saeffelen, Tüddern und Wehr) aus dem damaligen Selfkantkreis Geilenkirchen-Heinsberg ausgegliedert und entsprechend der Schlusserklärung der Londoner Deutschland-Konferenz vom 23. Dezember 1948 unter niederländische Auftragsverwaltung gestellt. Dies bedeutete zugleich aber auch den Verlust der Anbindung der Region an das westdeutsche Eisenbahnnetz, da die Geilenkirchener Kreisbahn ihren Betrieb im Selfkant einstellen mussten (vgl. hierzu Bahnhöfe im Selfkant).
In der folgenden Zeit wurde in den jetzt niederländischen Selfkant viel investiert, z. B. in den Bau von Wohnungen und Straßen. Im März 1957 begannen die offiziellen Verhandlungen zwischen der Bundesrepublik Deutschland und den Niederlanden über die Rückgabe aller annektierten Gebiete. Daraufhin wurde die den Selfkant durchquerende Straße N 274 mit Über- und Unterführungen kreuzungsfrei angelegt, um nach der Gebietsrückgabe eine schnelle Transitverbindung ohne Grenzabfertigung zwischen den niederländischen Städten Heerlen und Roermond zu ermöglichen.
Seit dem 1. August 1963 gehört der Selfkant, ebenso wie alle weiteren von den Niederlanden annektierten Gebiete, nach Zahlung von 280 Mio. DM an das Königreich der Niederlande uneingeschränkt zur Bundesrepublik. (Dieser Betrag entspricht für das Jahr 2013 inflationsbereinigt 554 Mio. Euro.)
Es wurden die alten Gemeinden Havert, Hillensberg, Höngen, Millen, Süsterseel, Tüddern und Wehr gebildet, die zusammen das Amt Selfkant bildeten. Zwei Monate später, am 21. Oktober 1963, wurden die ersten Wahlen der Gemeinderäte unter deutscher Verwaltung abgehalten.